# Kim Dae-jung
Kim Dae-jung (født 3. december 1925 på Haui-do i Japansk Korea, død 18. august 2009) var en sydkoreansk politiker og præsident.

## Liv og gerning
Kim ble født i en småby på øen Haui-do i det sydvestlige Sydkorea.
Han tog eksamen fra en handelsskole i 1943.

### Oppositionspolitiker
Han engagerede sig politisk under Syngman Rhees styre (1948–1960), og markerede sig fra 1950- og 1960-årene som en af de mest betydelige oppositionsledere i Sydkorea. Som katolik (fra og med 1957) havde han et særlig støttepunkt i det sydvestlige Sydkorea, hvor Gwangju er katolikkernes højborg.
Han blev indvalgt i parlamentet 1961 tredje gang, han stillede op til valg. Men tre dage efter valget blev parlamentet opløst efter et militærkup gennemført af Park Chung-hee.
Han blev genvalgt til parlamentet i 1963 og blev en vigtig leder for Det koreanske demokratiske parti. Han udfordrede den siddende præsident Park Chung-hee i 1971; på trods af en problematisk valgkamp og valgfusk opnåede Kim 46 % af stemmerne, hvilket imidlertid ikke rakte til at besejre Park. I forbindelse med det påfølgende valg blev Kim Dae-jung udsat for sit første mordforsøg, da en tung lastebil prøvede at ramme hans bil. Han undslap med varige benskader.
Nogen tid efter præsidentvalget 1971 gennemførte Park Chung-hee undtagelseslove og forbød al politisk virksomhed og udnævnte sig selv til præsident på livstid. Kim Dae-jung bedrev kampagner mod Park i udlandet, i USA og i Japan. Han blev kidnappet i 1973 i Tokyo af koreanske agenter og ført til Sydkorea. Oprindelig planlagde efterretningstjenesten at henrette ham, men efter stærke protester fra USA og Japan blev han sluppet fri fem dage efter i Seoul men havnede så umiddelbart i husarrest. Efter en protestbølge mod regimet blev han i 1976 dømt til fem år fængsel. I 1978 blev den resterende straf forvandlet til husarrest.
Straks efter, at præsident Park var blevet myrdet i oktober 1979, fik Kim Dae-jung sine civile og politiske rettigheder tilbage, men efter et nyt militærkup blev han arresteret igen i maj 1980. I november samme år blev han dømt til døden. Pave Johannes Paul II sendte kort efter et brev til daværende præsident Chun Doo-hwan og bad om nåde for Kim. Straffen blev forvandlet til livstids fængsel, og senere til 20 års fængsel.
I 1980 blev han anklaget for at have ledet et oprør mod regeringen. Han blev dømt til døden, men straffen blev efter internationalt pres forvandlet til livstid. I 1983 blev han løsladt grundet svigtende helbred, og fik lov til at rejse til USA. Der blev han til 1985. Ved hjemkomsten til Sydkorea blev han på ny placeret i husarrest. Han blev frikendt fra alle anklager i 1987 og stillede op som præsidentkandidat i valgene i 1987 og 1992 uden at vinde.

### Præsident
Kim Dae-jung vandt præsidentvalget i 1997 efter, at landet blev ramt af den finansielle Asienkrise, og man måtte bede om hjælp fra IMF.
Kim Dae-jung blev taget i ed i februar 1998. Landet havde fulgt op på sine løfter om at demokratisere de politiske processer, og dette var første gang politisk magt blev overført mellem politiske partier på en fredelig måde. Kims første store opgave var at imødegå den finansielle krise, som landet var havnet i. Med en samlet indsats fra regeringen for at skaffe udenlandsk kapital til veje, samarbejde med landets næringsliv og en kampagne for at indsamle guld fra befolkningen, formåede landet at komme ud af krisen nogenlunde helskindet efter kort tid.
Arbejdet med at reorganisere de store industrikonglomerater chaebolerne blev startet, et nationalt pensionssystem blev etableret i 1998, der blev indført flere reformer af uddannelsessektoren, støtten til IT-industrien blev forøget, og de første verdensarvsteder blev registrerede. Landet samarbejdede med Japan om at arrangere VM i fodbold 2002, som fik millioner af sydkoreanske fodboldsupportere frem i takt med, at Sydkorea nærmede sig en finaleplads.
Blandt Kim Dae-jungs politiske initiativer var "Solskinspolitikken", som bestod af flere tiltag for at forbedre forholdet til Nordkorea. Dette kulminerede i flere genforeninger af familier, som var blevet splittet efter Koreakrigen, og et koreansk topmøde i 2000 mellem Kim og den nordkoreanske leder Kim Jong-il. For sin forsonende politik fik Kim i år 2000 Nobels fredspris. Nordkorea på sin side samarbejdede ikke for en fredelig sameksistens, og efter Terrorangrebet 11. september 2001 mod USA, ændrede også USA's syn på Nordkorea, og effekten af solskinspolitikken blev stærkt svækket. Tillige blev der fremsat anklager om, at Sydkorea betalte Nordkorea for at få topmødet i 2000 i stand. Kims regering mistede betydelig støtte i befolkningen efter disse anklager.
Han endte sin femårs periode som præsident i 2003.